# Актопан (муниципалитет Веракруса)
Актопан (исп. Actopan) — муниципалитет в Мексике, штат Веракрус, расположен в Столичном регионе штата. Административный центр — город Актопан.

## История
В доиспанские времена на этих землях проживали тотонаки, которых впоследствии покорили ацтеки. После высадки испанцев тотонаки были первым народом, ставшим союзником испанцев на их пути к Теночтитлану.
Муниципалитет Актопан был выделен из муниципалитета Альто-Лусеро в 1991 году.

## Состав
В 2010 году в состав муниципалитета входило 336 населённых пунктов. Крупнейшие из них:
| Русское название             | Испанское название          | Население, 2010 год |
| Всего в муниципалитете       | Всего в муниципалитете      | 40 994              |
| Актопан                      | Actopan                     | 4102                |
| Мосомбоа                     | Mozomboa                    | 3061                |
| Койолильо                    | Coyolillo                   | 2235                |
| Тинахитас                    | Tinajitas                   | 2090                |
| Санта-Роса (Хенераль-Пинсон) | Santa Rosa (General Pinzón) | 1739                |
| Сан-Исидро                   | San Isidro                  | 1588                |
| Чикуасен                     | Chicuasén                   | 1399                |

## Экономика
Экономика муниципалитета основана на сельском хозяйстве. Муниципалитет является одной из основных зон выращивания манго в штате Веракрус.